# Phaedinus abnormalis
Phaedinus abnormalis är en skalbaggsart som beskrevs av Friedrich F. Tippmann 1953. Phaedinus abnormalis ingår i släktet Phaedinus och familjen långhorningar. Inga underarter finns listade i Catalogue of Life.